# Фішер-Айленд (Флорида)
Фішер-Айленд (англ. Fisher Island) — переписна місцевість (CDP) в США, в окрузі Маямі-Дейд штату Флорида. Населення — 561 особа (2020).

## Географія
Фішер-Айленд розташований за координатами 25°45′40″ пн. ш. 80°8′32″ зх. д. / 25.76111° пн. ш. 80.14222° зх. д. (25.761025, -80.142147).  За даними Бюро перепису населення США в 2010 році переписна місцевість мала площу 0,75 км², з яких 0,74 км² — суходіл та 0,02 км² — водойми. В 2017 році площа становила 0,69 км², з яких 0,63 км² — суходіл та 0,07 км² — водойми.

## Демографія
Згідно з переписом 2010 року, у переписній місцевості мешкали 132 особи в 63 домогосподарствах у складі 46 родин. Густота населення становила 175 осіб/км².  Було 226 помешкань (299/км²).
Расовий склад населення:
| - 92,4 % — білих - 4,5 % — азіатів - 2,3 % — чорних або афроамериканців |

До двох чи більше рас належало 0,8 %. Частка іспаномовних становила 15,2 % від усіх жителів.
За віковим діапазоном населення розподілялося таким чином: 10,6 % — особи молодші 18 років, 51,5 % — особи у віці 18—64 років, 37,9 % — особи у віці 65 років та старші. Медіана віку мешканця становила 61,3 року. На 100 осіб жіночої статі у переписній місцевості припадало 106,2 чоловіків;  на 100 жінок у віці від 18 років та старших — 100,0 чоловіків також старших 18 років.
Цивільне працевлаштоване населення становило 83 особи. Основні галузі зайнятості: освіта, охорона здоров'я та соціальна допомога — 50,6 %, роздрібна торгівля — 49,4 %.

## Острів мільярдерів
У ЗМІ острів прозвали "островом мільярдерів" за велику кількість багатих жителів.
Станом на початок 2010 років середній дохід на одне домашнє господарство статистично обособленої місцевості склав 200 000 доларів США, а середній дохід на одну сім'ю — цю ж величину. При цьому чоловіки мали середній дохід в 100 000 доларів США в рік проти 85 789 доларів середньорічного доходу у жінок. Дохід на душу населення статистично обособленої місцевості склав 200 000 доларів в рік. Всі сім'ї мали дохід, більший за рівень бідності.
У квітні 2018 Bloomberg опублікував дані про те, що середній дохід жителів острова у 2015 році склав $2.5 млн, згідно з аналізом, проведеним Bloomberg, даними Internal Revenue Service data за 2015 рік. Таким чином, острів Фішер-Айленд є найбагатшим районом США.